# Теорема Хадвигера
Теорема Хадвигера характеризует непрерывные валюации на выпуклых телах в евклидовом пространстве, инвариантные относительно движений.
Доказана Гуго Хадвигером.

## Введение

### Валюации
Пусть {\displaystyle K^{n}} — класс всех не пустых компактных выпуклых множеств в {\displaystyle \mathbb {R} ^{n}}.
Валюация на {\displaystyle K^{n}} есть функция {\displaystyle v:K^{n}\to \mathbb {R} } такая, что равенство
{\displaystyle v(S)+v(T)=v(S\cap T)+v(S\cup T)}
выполняется для любых {\displaystyle S,T\in K^{n}} таких, что {\displaystyle S\cup T\in K^{n}}, 
При этом
- Валюация называется непрерывной, если она непрерывна относительно метрики Хаусдорфа.
- Валюация называется инвариантной относительно движений, если для любого движения φ и любого {\displaystyle S\in K^{n}} выполняется
{\displaystyle v(S)=v(\phi (S))}

### Средняя поперечная мера
{\displaystyle k}-ая средняя поредняя поперечная мера {\displaystyle W_{k}(S)} тела {\displaystyle S\in K^{n}} определяется как средняя {\displaystyle k}-мерная площадь проекций {\displaystyle S} на {\displaystyle k}-мерные плоскости.
В частности,
- {\displaystyle W_{n}(S)} — объём {\displaystyle S},
- {\displaystyle W_{n-1}(S)}  — пропорциональна площади поверхности {\displaystyle S}.
- {\displaystyle W_{k}(\lambda \cdot S)=|\lambda |^{k}\cdot W_{k}(S)}

## Формулировка
Любая непрерывная валюация v на Kn , инвариантная относительно движений, может быть представлена в виде
{\displaystyle v(S)=\sum _{j=0}^{n}c_{j}{\cdot }W_{j}(S).}